# Muppet Show
Muppet Show (ang. The Muppet Show) – brytyjsko-amerykański program telewizyjny w formie serialu, którego głównymi bohaterami są muppety, lalki wymyślone przez Jima Hensona. Do każdego programu zapraszano sławnego gościa ze świata filmu lub muzyki i były to jedyne osoby w ludzkiej postaci. Muppet Show był emitowany w latach 1976–1981.
Program zdobył wiele nagród m.in. Brytyjskiej Akademii Filmu i Telewizji dla najlepszej komedii telewizyjnej. Ta sama akademia w 1976 uznała Kermita (żabę konferansjera) za najlepszego aktora telewizyjnego. W 1977 przyznano serialowi Złotą Różę w Montreux.

## Główne postacie programu
- Żaba Kermit (Kermit the Frog) – główny kierownik i konferansjer przedstawienia. Ulubiony muppet Jima Hensona, przez niego też animowany. Kenny Ascher i Paul Williams otrzymali w 1979 nonimację do Oscara za piosenkę „The Rainbow Connection” śpiewaną w show przez Kermita.
- Panna Piggy (Miss Piggy) – czarująca świnka, zakochana w Kermicie i zazdrosna o niego, a przez to sprawiająca mu wiele kłopotów. W pierwszym cyklu poruszana przez Franka Oza lub Richarda Hunta, a od drugiego cyklu już tylko przez Franka Oza.
- Miś Fozzie (Fozzie Bear) – komiczny niezguła, zastępca Kermita. Kierowany przez Franka Oza.
- Scooter – siostrzeniec właściciela teatru, asystent Kermita. Poruszany przez Richarda Hunta.
- Szwedzki Kucharz (Swedish Chef) – kucharz ze sztucznym szwedzkim akcentem, mruczący pod nosem i podrzucający potrawy do góry.  Poruszany przez Jima Hensona, a rękoma poruszał Frank Oz.
- Rowlf (Rowlf the Dog) – pies pianista. Poruszany przez Jima Hensona.
- Zwierzak (Animal) – zwariowany, żywiołowy perkusista, brakujące ogniwo ewolucji, zamiast mówić krzyczy, ciągle głodny. Poruszany przez Franka Oza.
- Doktor Bunsen Honeydew – umysł ścisły, kierownik laboratorium, naukowiec i wynalazca. Poruszany przez Dave’a Goelza.
- Beaker – asystent doktora Bunsena Honeydewa i zarazem jego „królik doświadczalny”, komunikuje się przez powtarzanie słowa „Meep!” Poruszany przez Richarda Hunta.
- Statler i Waldorf – dwaj wiecznie niezadowoleni starzy malkontenci, którzy siedzą w loży obok sceny, ironizują i wszystko krytykują. Statlerem poruszał Richard Hunt, a Waldorfem Jim Henson.
- Gonzo – znany również jako Wielki Gonzo lub Gonzo Wielki. Reprezentant dziwnego, nieznanego gatunku z charakterystycznym długim zakrzywionym nosem. Odważny kaskader i stały artysta na scenie Muppet Show. Poruszał nim Dave Goelz.
- Szalony Harry – pirotechnik i ekspert od efektów bombowych. Zajęcie to sprawia mu przyjemność i najczęściej wysadza więcej niż potrzeba. W pierwszym sezonie animował go John Lovelady, a po nim przejął go Jerry Nelson.
- Doktor Dziwnoknurski (Dr. Julius Strangepork) – naukowiec i oficer w serii Świnie w kosmosie. Animował go Jerry Nelson.
- Doktor Teeth – muzyk grający na keyboardzie, lider zespołu Dr. Teeth and The Electric Mayhem. Animował go Jerry Nelson.
- Sierżant Floyd Pepper – gitarzysta basowy członek zespołu Dr. Teeth and The Electric Mayhem. Animował go Jerry Nelson.
- Lew Zealand – z białym kryzowatym kołnierzem rzucający rybą bumerangiem, nie rozstaje się ze swoją rybą-halibutem. Animował go Jerry Nelson.
- Kapitan Świńskitrucht (Link Hogthrob)
- Marvin Suggs
- Pepe the Prawn
- Rizzo (Rizzo the Rat)
- Robin
- Orzeł Sam (Sam Eagle[1]) – amerykański superpatriota, ciągle narzekający samozwańczy cenzor przedstawienia. Animował go Frank Oz.
- Sweetums – dwumetrowe monstrum. Kierował nim Richard Hunt.
- Zoot – senny saksofonista w zespołach Electric Mayhem i Muppet Show’s Orchestra. Animował go Dave Goelz.
- Lips – muzyk grający na trąbce w zespole Mayhe, dodany w piątej serii. Animował go Steve Whitmire.

## Goście programu
W 120 wyprodukowanych odcinkach w latach 1976–1981 wystąpili:

### Sezon 1 (1976–1977)
| - Jim Nabors - Sandy Duncan - Rita Moreno - Ruth Buzzi - Joel Grey - Paul Williams | - Lena Horne - Peter Ustinov - Florence Henderson - Valerie Harper - Candice Bergen - Bruce Forsyth | - Harvey Korman - Charles Aznavour - Ben Vereen - Vincent Price - Twiggy - Phyllis Diller | - Ethel Merman - Connie Stevens - Avery Schreiber - Juliet Prowse - Kaye Ballard - Mummenschanz |

### Sezon 2 (1977–1978)
| - George Burns - Rich Little - Madeline Kahn - Edgar Bergen - Dom DeLuise - Nancy Walker | - Steve Martin - Bernadette Peters - Milton Berle - Don Knotts - Teresa Brewer - John Cleese | - Zero Mostel - Rudolf Nuriejew - Judy Collins - Elton John - Bob Hope - Julie Andrews | - Peter Sellers - Lou Rawls - Jaye P. Morgan - Petula Clark - Cleo Laine - Cloris Leachman |

### Sezon 3 (1978–1979)
| - Helen Reddy - Roy Clark - Jean Stapleton - James Coco - Liberace - Loretta Lynn | - Alice Cooper - Cheryl Ladd - Pearl Bailey - Kris Kristofferson & Rita Coolidge - Raquel Welch - Leo Sayer | - Gilda Radner - Marisa Berenson - Spike Milligan - Elke Sommer - Danny Kaye - Lesley Ann Warren | - Harry Belafonte - Sylvester Stallone - Roger Miller - Roy Rogers & Dale Evans - Lynn Redgrave - Leslie Uggams |

### Sezon 4 (1979–1980)
| - John Denver - Linda Lavin - Shields & Yarnell - Crystal Gayle - Kenny Rogers - Dudley Moore | - Victor Borge - Beverly Sills - Liza Minnelli - Lola Falana - Phyllis George - Arlo Guthrie | - Dyan Cannon - Christopher Reeve - Lynda Carter - Mark Hamill - Dizzy Gillespie - Anne Murray | - Jonathan Winters - Andy Williams - Doug Henning - Carol Channing - Diana Ross - Alan Arkin |

### Sezon 5 (1980–1981)
| - Carol Burnett - Roger Moore - Shirley Bassey - James Coburn - Brooke Shields - Tony Randall | - Linda Ronstadt - Glenda Jackson - Loretta Swit - Mac Davis - Joan Baez - Jean-Pierre Rampal | - Chris Langham - Hal Linden - Johnny Cash - Debbie Harry - Gene Kelly - Paul Simon | - Gladys Knight - Wally Boag - Buddy Rich - Marty Feldman - Senor Wences - Melissa Manchester |